# Villamediana de Iregua
Villamediana de Iregua is een gemeente in de Spaanse provincie en regio La Rioja met een oppervlakte van 20,42 km². Villamediana de Iregua telt 7.696 inwoners (1 januari 2016).

## Demografische ontwikkeling

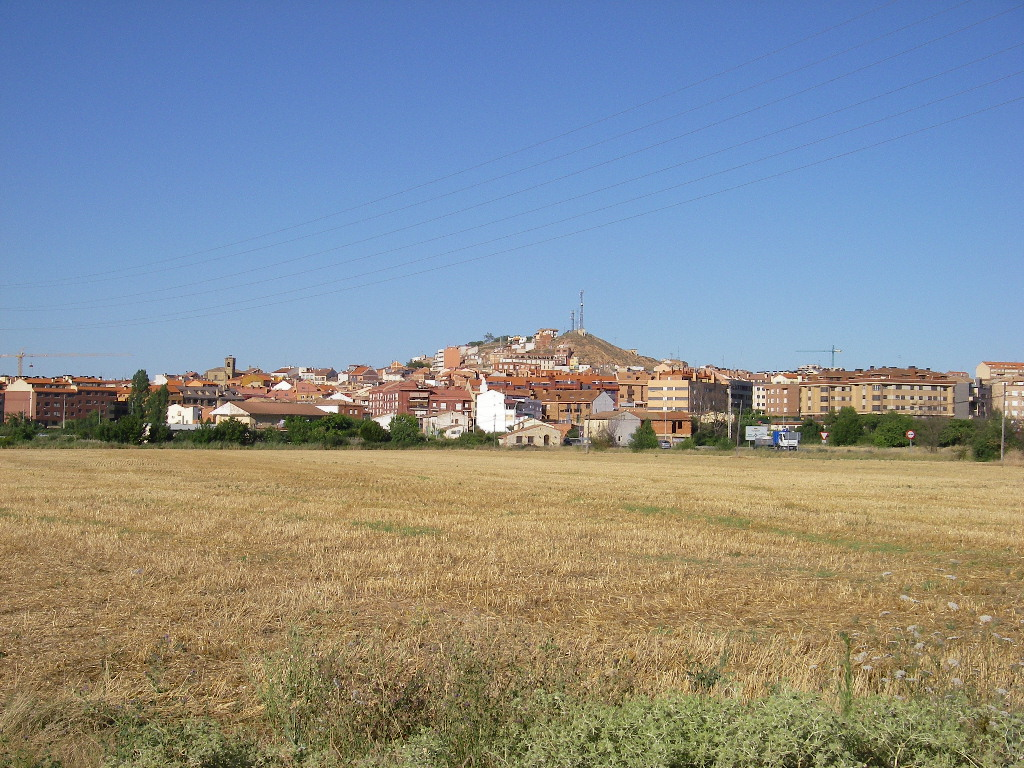
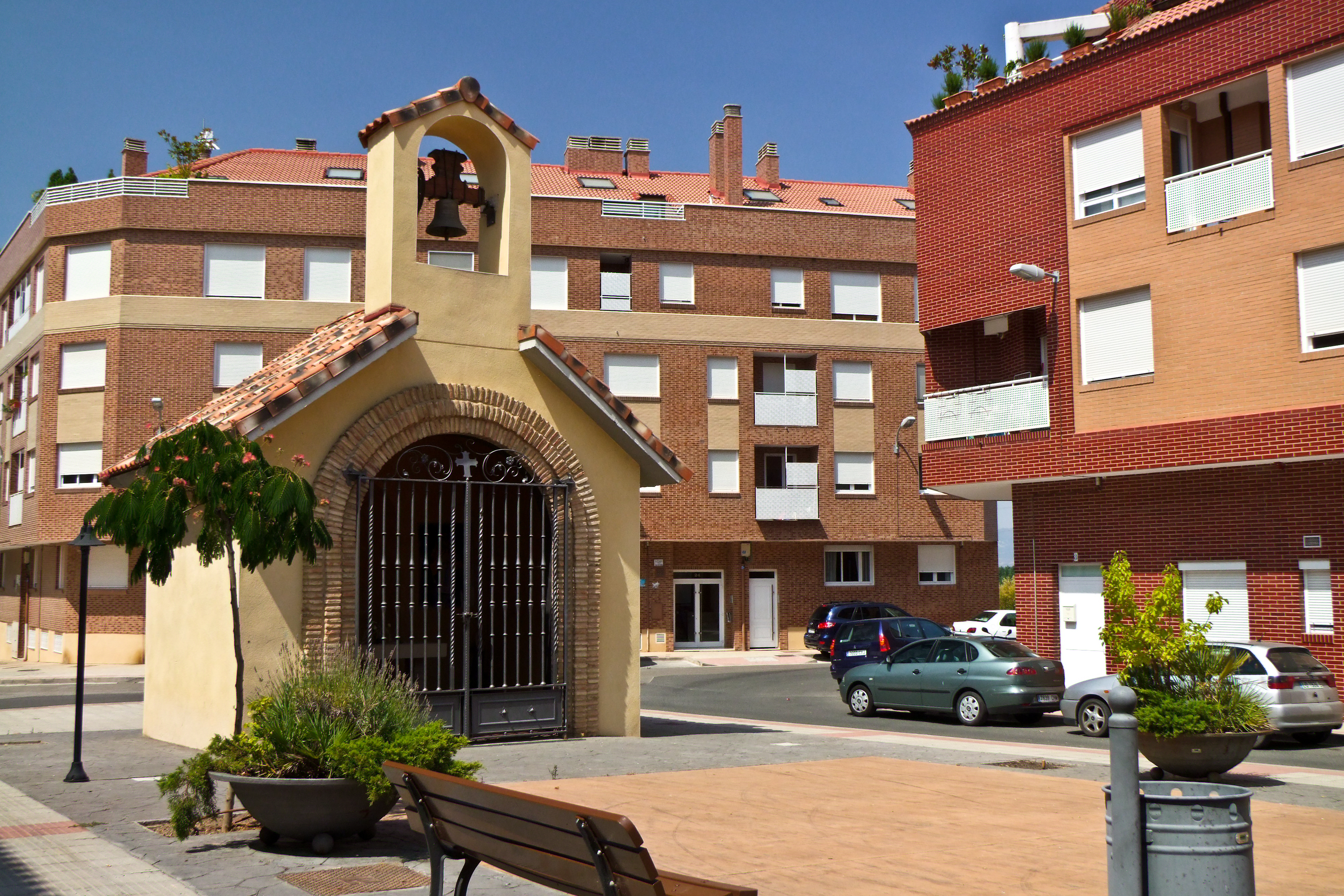

Bron: INE, 1857-2011: volkstellingen